# Nguyen Hoang
Nguyễn Hoàng (28 de agosto de 1525 - 20 de julio de 1613) fue el primer líder del Señorío Nguyen, gobernando sobre las provincias del sur de Vietnam de 1558 a 1613. Fue el segundo hijo de Nguyen Kim.
Cuando su padre fue asesinado por un simpatizante de la dinastía Mac, su hermanastro Trinh Kiem tomó el control del ejército leal a la dinastía Le. Poco después, su hermano mayor Nguyen Uong falleció, probablemente envenenado. Nguyen Hoang le pidió a su hermanastro que le asignara el gobierno de las provincias del sur de Vietnam. Esa región antes había sido parte del territorio Champa, conquistado por el emperador Le Thanh Tong y se encontraba en ese momento bajo el control de las fuerzas leales a la dinastía Mac. Nguyen Hoang derrotó al comandante enemigo, Duke Lap y conquistó la provincia en 1558. En 1573 el emperador Le The Ton le concedió a Nguyen Hoang el título de Thai-pho, Gran maestro. Y posteriormente también recibió el título de Mon Cong, Duque de Mon.
En 1592 Nguyen Hoang respaldó a Trinh Tung en su asedio a la capital Dong Do, actual Hanói, con recursos y tropas, ayudándole a derrocar la dinastía Mac. Sin embargo, Nguyen Hoang se negó a reconocer la autoridad de la nueva dinastía Le. En su lugar se nombró a sí mismo como Huu Vuong, buen príncipe en 1600.
Nguyen Hoang tuvo diez hijos, pero la mayoría de ellos fallecieron en combate o prefirieron quedarse a vivir en el norte de Vietnam. Su sexto hijo, Nguyen Phuc Nguyen, lo sucedió tras su muerte en 1613. En 2013 se realizó un festejo en la ciudad de Huế en conmemoración de los 400 años de su fallecimiento.